# Kribi
Kribi est une ville côtière du Cameroun, station balnéaire réputée pour ses plages de sable blanc et son port de pêche. Chef-lieu du département de l'Océan dans la région du Sud, elle a le statut de Communauté urbaine, constituée de deux communes d'arrondissement depuis 2008.  
Elle constitue un point stratégique du trafic maritime dans le golfe de Guinée et le terminus de l'oléoduc, transportant le pétrole brut depuis les champs pétrolifères de la région de Doba au sud-ouest du Tchad.

Logo de la communauté urbaine de Kribi.

Les chutes de la Lobé sont également à proximité de la ville (7 km) et il y a une route intérieure, à travers la forêt littorale, jusqu'à Lolodorf.

## Géographie
La ville côtière de Kribi s'étend sur le rivage du golfe de Guinée à l'embouchure des rivières Kienké et Lobé. Elle est desservie par la route nationale 7 qui la relie vers le nord à Edéa sur l'axe Douala-Yaoundé et la route provinciale P8. Elle est distante de 170 km à l'est du chef-lieu régional Ebolowa, et à 180 km au sud de Douala, ou se trouve l'aéroport international.

## Climat
Du fait de sa position équatoriale, Kribi possède une courte saison assez sèche et une longue saison très humide. La température moyenne de Kribi est de 25,7 °C avec une moyenne de 2 957 mm de pluie par an. Le mois le plus chaud, février, a une température moyenne maximale de 32 °C et une température moyenne minimale de 25 °C. Le mois le plus pluvieux est celui de septembre, avec 483 mm de pluie. Vingt-sept des trente jours de septembre sont pluvieux. Le mois le plus sec, décembre, les précipitation s’établissent à 59 mm de pluie. Le mois le plus froid est août, avec une moyenne maximale de 28 °C et une moyenne minimale de 23 °C. L'humidité reste élevée toute l'année.
| Mois                              | jan. | fév. | mars  | avril | mai   | juin  | jui.  | août  | sep.  | oct.  | nov.  | déc. | année |
| --------------------------------- | ---- | ---- | ----- | ----- | ----- | ----- | ----- | ----- | ----- | ----- | ----- | ---- | ----- |
| Température minimale moyenne (°C) | 23,9 | 25,3 | 23,9  | 23,7  | 23,6  | 23,2  | 22,6  | 22,6  | 22,9  | 23,8  | 23,2  | 23,8 | 23,5  |
| Température maximale moyenne (°C) | 31,8 | 32   | 32,1  | 32    | 31,4  | 30    | 28,7  | 28,3  | 29    | 29,5  | 30,6  | 31   | 31,5  |
| Précipitations (mm)               | 67,5 | 84,2 | 194,2 | 235,9 | 295,9 | 280,6 | 239,8 | 312,8 | 482,8 | 455,8 | 160,2 | 59,3 | 2 869 |

## Histoire

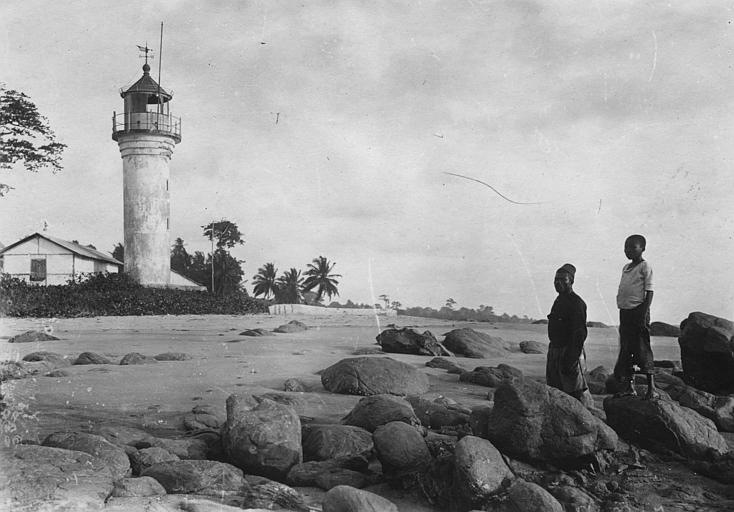
Le phare de Kribi construit en 1908

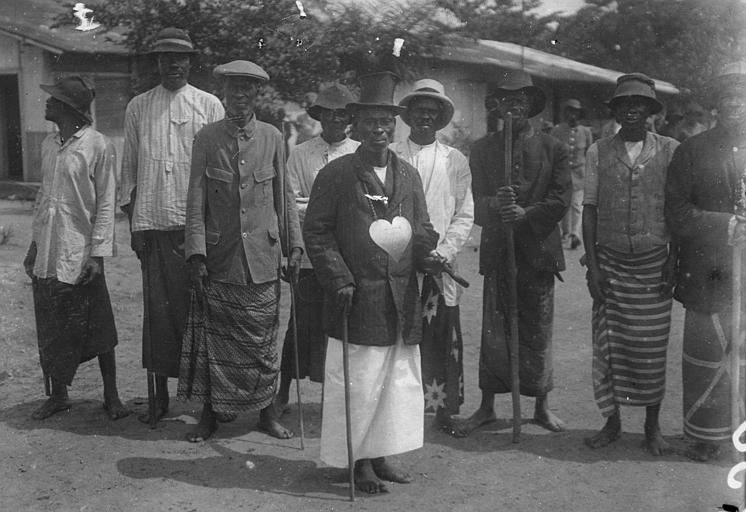
Chefs et notables Batanga en 1916

La région kribienne située en zone forestière équatoriale est originellement habitée par les populations pygmées, ils vivent à l'écart dans la forêt depuis qu'ils ont été chassés par les Batanga et les Mabi. L'origine du nom de Kribi est attribuée à une déformation  de Kiridi qui signifie homme de petite taille ou de Kikiribi, expression portugaise qui désigne un personnage petit, trapu et velu.
Les missionnaires et commerçants allemands s'établissent à Kribi en 1889, la station missionnaire catholique de Kribi est fondée en juin 1891 par le Père pallotin Vieter sur un terrain acheté au chef Yack pour 135 marks. Il y établit une plantation de café en décembre 1893. Plusieurs édifices sont hérités de la colonie allemande, le pont sur la Kienké, l'église Saint-Joseph, aujourd'hui cathédrale, œuvre des Pères pallotins de 1904, le phare et le palais du gouverneur aujourd'hui résidence du préfet, sont construits en 1908.
Les Batanga, sous l’autorité de leur chef, le roi Madola, opposent une résistance farouche aux colonisateurs allemands. Ils sont exilés en 1914 dans la région du sud-ouest Cameroun. Lors de la guerre opposant Allemands et Alliés en 1916, évacués par les forces alliées franco-britanniques, ils sont de retour chez eux, non sans avoir payé un lourd tribut, coincés entre des bombardements des Alliés et les contre-attaques allemandes. Ce retour est fêté dans la ville de Kribi, chaque année les 14 février et 9 mai, les populations Batanga commémorent le retour d’exil sur la terre de leurs ancêtres.
La commune mixte urbaine de Kribi est instituée en 1950. La commune rurale de Kribi est créée en 1955. La commune rurale est démembrée en 1962 lors de la création de la commune d'Akom II. En 2007, les deux communes rurale et urbaine de Kribi sont démembrées en trois nouvelles communes de Kribi Ier, Kribi IIe et Lokoundjé.

## Population et société

### Démographie
La population urbaine s'accroît de plus de 7,5 % en 1976. Lors du recensement de 2005, Kribi Ier comptait 29 886 habitants et Kribi IIe 40 679.
| 1966  | 1970  | 1976   | 1987   | 2002   | 2005   |
| ----- | ----- | ------ | ------ | ------ | ------ |
| 5 178 | 8 000 | 10 500 | 21 507 | 36 836 | 70 565 |

### Organisation administrative

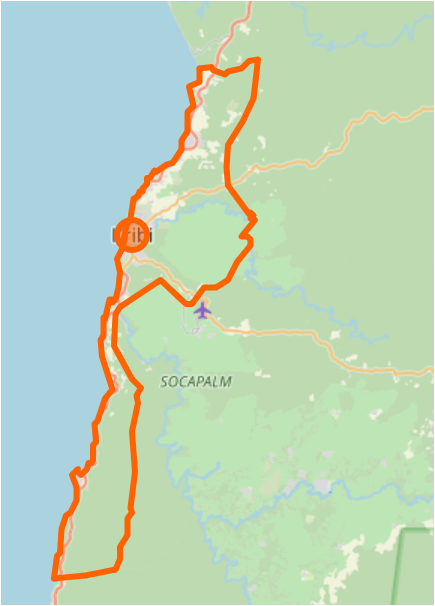
Limites de la Communauté urbaine de Kribi

La communauté urbaine de Kribi (CUK) est dirigée par un délégué du gouvernement de 2007 à 2020 puis un maire élu depuis.
| Période | Période | Identité               | Étiquette               | Qualité |
| ------- | ------- | ---------------------- | ----------------------- | ------- |
| 2009    | 2020    | Louis Jacques Mazo     | délégué du gouvernement |         |
| 2020    |         | Guy Emmanuel Sabikanda |                         |         |

La communauté urbaine de Kribi compte deux communes d'arrondissement : Kribi Ier et Kribi IIe.
| Commune   | Chef-lieu | Superficie (km2) | Population (2005) | Centres d'Etat-civil secondaires          |
| --------- | --------- | ---------------- | ----------------- | ----------------------------------------- |
| Kribi 1er | Massaka   | 203              | 29 886            | Ebome • Eboundja • Grand-Batanga I • Lobé |
| Kribi 2e  | Dombé     | 104              | 40 679            | Bikondo • Londji                          |
| Kribi     |           | 307              | 70 565            |                                           |

#### KribiIer
La commune a pour chef-lieu : Massaka et s'étend sur les villages et quartiers de Lolabe, Lende-Dibe, Eboundja 1, Eboundja II, Bongahele, Louma, Lobe, Bwambe, Mbeka'a, Ebome, Lendi Aviation, Bongandoue, Talla, Mboamanga, Massaka, Ngoye administrative, Mpangou, New-Town 1, Petit-Paris, Mokolo, Zaïre. Outre la ville et ses quartiers, la commune comprend les villages suivants :
- Bwambé
- Bongahele
- Ebome
- Eboundja
- Lende Aviation
- Lende Dibe
- Lobé
- Lolabé
- Louma (Grand Batanga I)
- Mbeka'a

#### KribiIIe
La commune a pour chef-lieu : Dombe et s'étend sur les villages et quartiers de Afan-Mabé, Bibolo, Bebambwe II, Bikondo, Mpolongwe l, Dombe, Mpolongwe II, Nziou, Mpalla, Londji l, Ebouyoe, Londji II, Elabe, Bebwanbwe l, Ngoye-Wamie, Ngoye-Réserve, New-Town II. Outre la ville et ses quartiers, la commune comprend les villages suivants :
- Bikondo
- Bilolo

### Cultes
Dominant le port, la cathédrale Saint-Joseph dont la construction date de la colonie allemande est le siège du diocèse catholique de Kribi érigé en 2008, elle a été entièrement repeinte en 2002.
- Diocèse de Kribi
- Liste des évêques de Kribi
- Cathédrale de Kribi

### Sports
L'OFTA de Kribi est un club de football promu en 1re division camerounaise Elite One pour la saison 2022.

### Médias et communication
Plusieurs stations de radio locales couvrent la région kribienne :
- Kribi Easy Radio
- Kribi FM
- Kribi Beach FM
- Nkuli Makeli

La radio locale Kribi Beach FM diffuse en français et en langue locale depuis 2009, la radio communautaire Kribi FM émet sur 95.5 FM.

### Jumelages
- Saint-Nazaire (France) depuis 1987
- Bad Belzig (Allemagne)

Dans le cadre des relations germano-camerounaises, un jumelage a pu être établi entre la ville de Kribi au Cameroun et la ville allemande de Bad Belzig, située dans le Brandebourg. Ce jumelage qui s'est mis en place grâce à l'Alliance par entente de deux associations sœurs Echo-Kamerun (Allemagne) et Écho Belzig-Kribi (Kribi), les mairies de Kribi IIe et de Bad Belzig vont pouvoir compter l'une sur l'autre pour mettre en avant le développement des projets des localités de Kribi par le biais de la coopération.

## Économie

### Port en eaux profondes
La première phase du port en eaux profondes de Kribi a été réceptionnée en avril 2015. À terme, le port sera plus grand que celui de Douala et bénéficiera d'une profondeur maritime plus importante pour accueillir de plus gros navires. Son extension est prévue sur cinq ans. Il est prévu également l'aménagement de terminaux spécifiques, entre autres les terminaux aluminium, hydrocarbures, alumine, minéralier, gaz naturel liquéfié, etc.
En raison de sa capacité d'accueil et de la diversité de ses terminaux, le projet de port en eaux profondes de Kribi est destiné à jouer un rôle majeur dans les projets d'industrialisation futur du Cameroun. Le secrétaire général des services du Premier ministre, Louis-Paul Motaze, président du comité de pilotage du complexe industrialo-portuaire de Kribi, affirme à ce sujet : « le port en eau profonde de Kribi, en permettant l'exportation en grandes masses des produits issus de l'exploitation des gisements miniers du Cameroun (fer, bauxite, gaz naturel notamment) et l'importation des matières premières pour les industries locales, sera un véritable levier de l'industrialisation du Cameroun et de la compétitivité de ses produits ».

### Centrale à gaz, raffinerie et usine de liquéfaction
La construction d'une raffinerie de gaz, devant traiter le gaz en provenance de Logbaba et d'une centrale thermique à gaz destinée à produire de l'électricité pour les besoins intérieurs et à commercialiser l'éventuel surplus a été actée au début des années 2000. Le projet a été achevé en 2013, une part des apports de gaz se faisant à partir de la plateforme de Sanaga, au large de Kribi, et la capacité de la centrale devait être augmentée de 216 MW à 330 MW. Les négociations tarifaires entre le producteur Perenco, la société nationale des hydrocarbures et l'exploitant de la centrale, Kribi power développement corporation n'ont pu aboutir. Un troisième projet, prévoyant la liquéfaction par la société Golar du gaz de Sanaga dans un ancien méthanier a été conclu en 2015, et Gazprom s'est engagé à racheter l'intégralité de la production de gaz naturel liquéfié de la plateforme. Engie, qui devait participer au projet de liquéfaction, a annoncé s'en retirer en juillet 2016, en raison de conditions de marché défavorables.

## Tourisme à Kribi

### Développement du tourisme

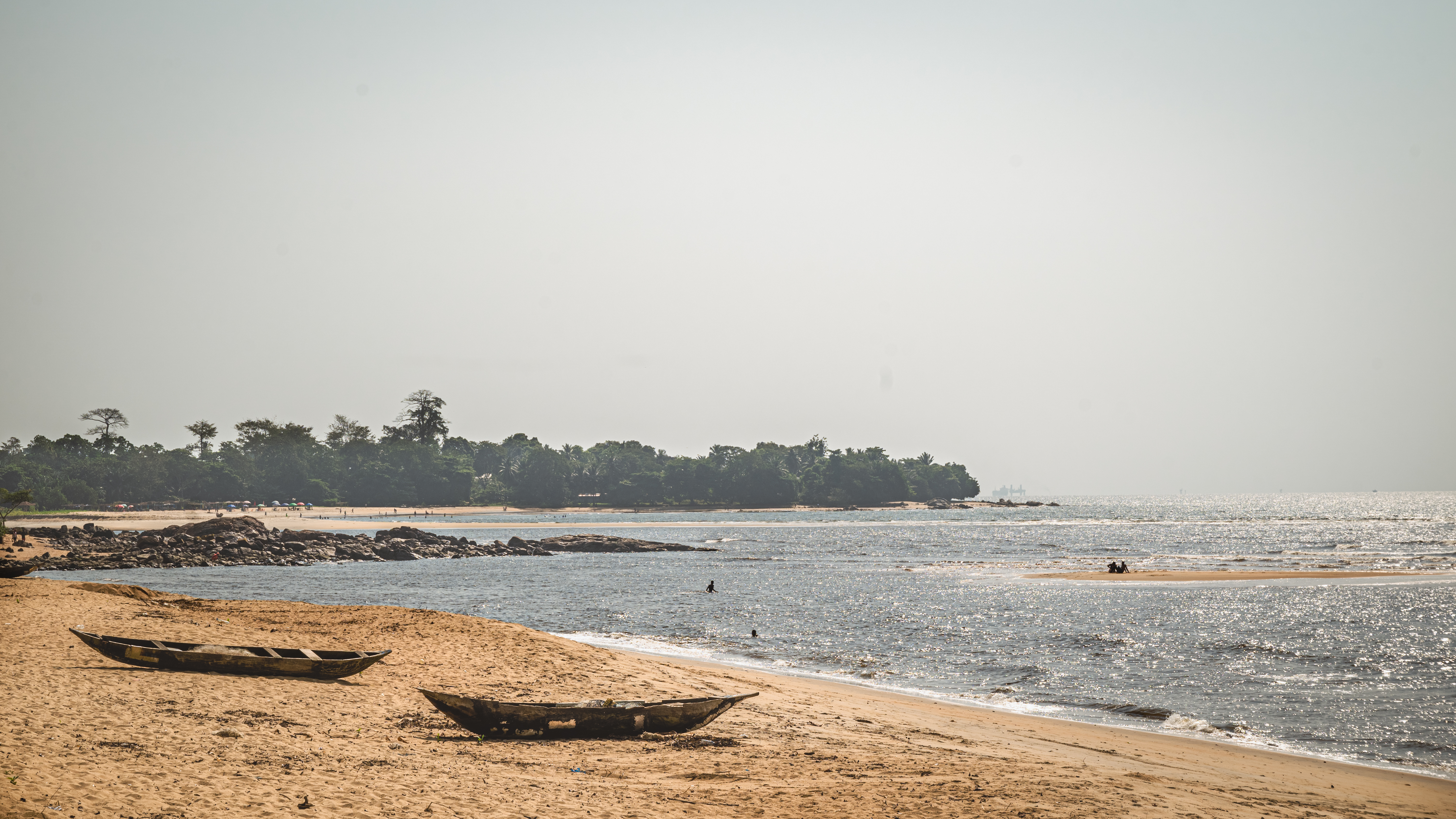
Vue d'une plage de sable avec pirogues

Le tourisme dans le littoral de la province du Sud du Cameroun (Département de l’Océan) se développe depuis le bitumage de la route Edéa-Kribi en 1990 ; il est désormais l'un des principaux secteurs d'activité de la ville.
Ses vastes plages de sable blanc et des paysages naturels comme les chutes de la Lobé (l'un des rares exemples dans le monde où un fleuve se déverse en chutes dans la mer) attirent les touristes, pour la plupart des résidents de Yaoundé et Douala mais aussi des Camerounais de la classe aisée[source insuffisante]. De nombreux investissements à but touristique et résidentiel, la plupart de petite échelle, parsèment le littoral de Kribi.
Kribi est réputée pour ses restaurants à spécialités « fruits de mer ».

### Sites touristiques

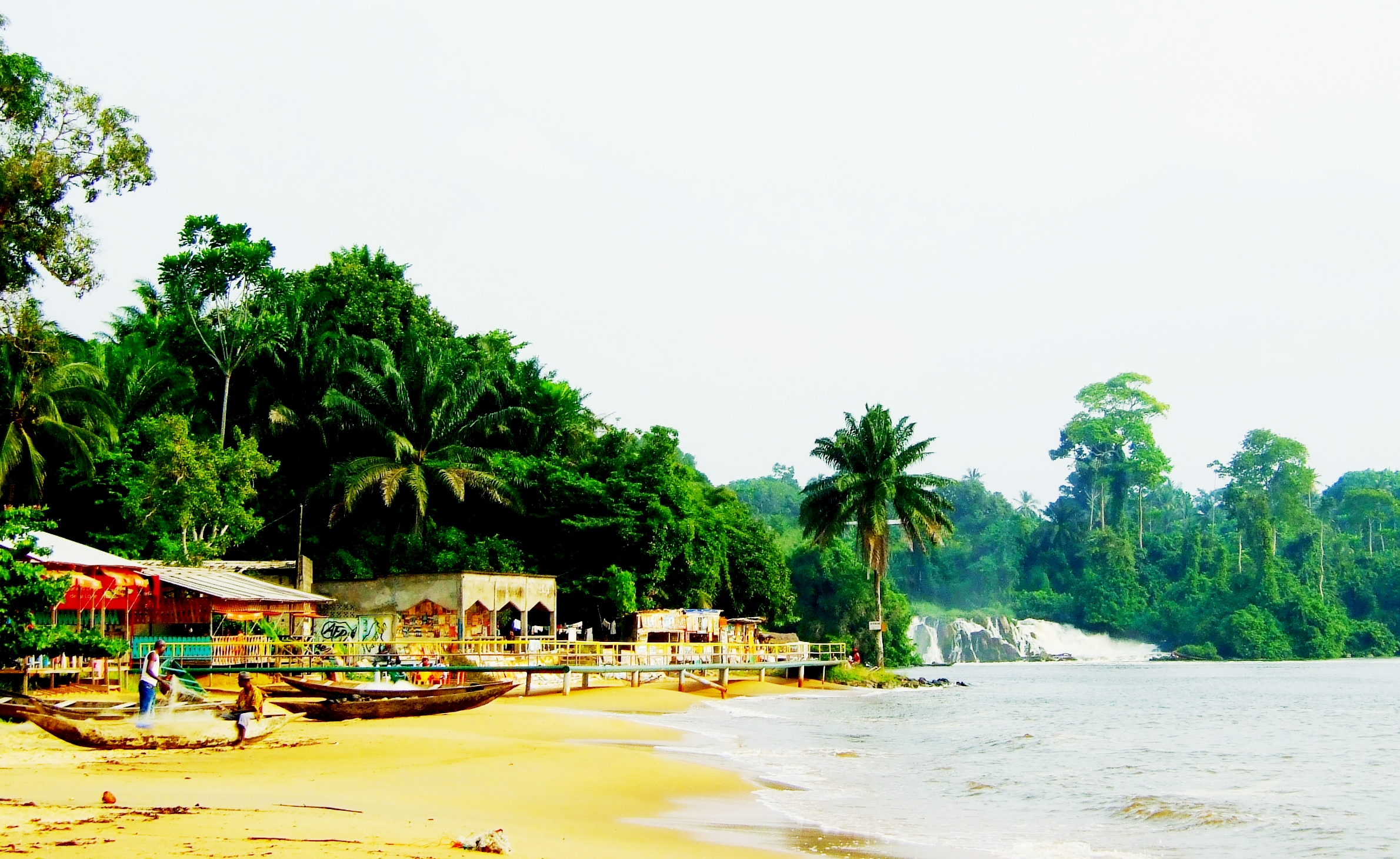
Chutes de La Lobé, Kribi.

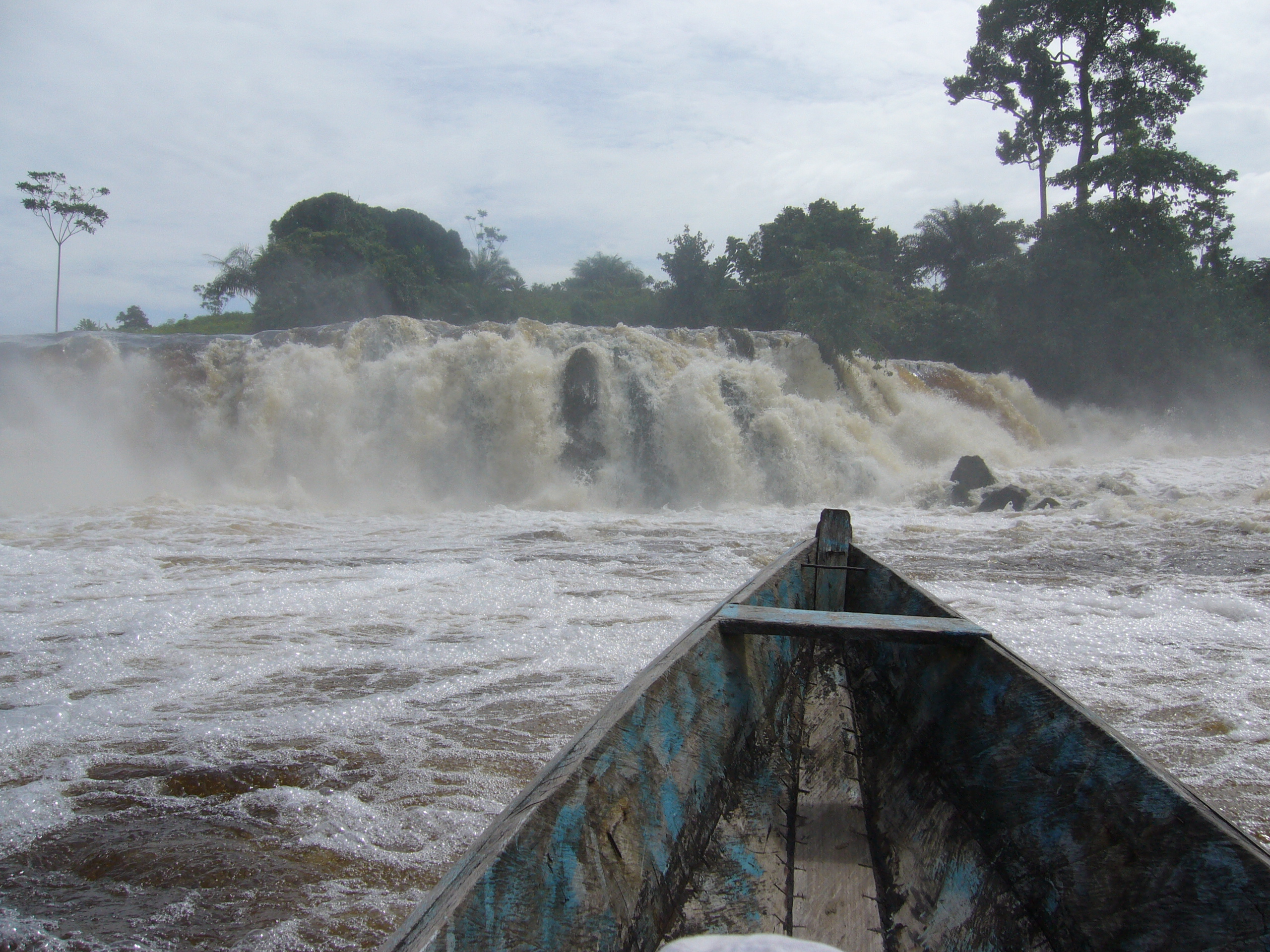
Pirogue aux chutes de la lobé

Parmi les sites touristiques de la région de Kribi, on compte le village de pêcheurs de Londji, baie au nord de Kribi de haute valeur écologique par la présence de mangroves et par sa proximité aux embouchures du Nyong et de la Lokoundje, le fleuve Lobé et ses chutes, les plages de Grand Batanga, le site éco-touristique d'Ebodjé, station de suivi des tortues marines, le parc national de Campo-Ma’an et les parages habités par les peuples pygmées Bagyeli-Bakola le long des routes de Bipindi-Lolodorf, notamment la colline de Bidjouka. Le projet de la Banque Mondiale « Filières de Compétitivité et Croissance » concerne la zone de Kribi depuis 2011 dans le but de valoriser certaines plages de Kribi et soutenir les activités d'habituation des gorilles dans le parc national de Campo Ma'an. Depuis 2003, il existe aussi un parcours de golf privé de neuf trous.
La plupart des sites touristiques de Kribi sont gérés de façon non formelle par des jeunes locaux qui se lancent dans l'accompagnement des touristes, comme c'est le cas des chutes de la Lobé ou des plages aménagées de Grand Batanga, gérées par les groupes non structurés. Cela permet au voyageur d'avoir un contact direct avec les habitants, sans que l’insécurité soit à l’heure actuelle un problème majeur. En 2013, dans le cadre de la mise en application du projet « Tourisme côtier durable », le ministère du Tourisme et des Loisirs lance l'initiative d’identifier avec des badges d’accompagnateur touristique local les personnes menant des activités touristiques afin de soutenir leur professionnalisation et reconnaître leur rôle.
Un site web pour la promotion de l'écotourisme dans la zone de Kribi a été mis au point par le ministère du Tourisme et des Loisirs du Cameroun en collaboration avec l'OMT et l'ONUDI dans le cadre du projet ST-EP pour le développement de l'écotourisme à Kribi de l'OMT.

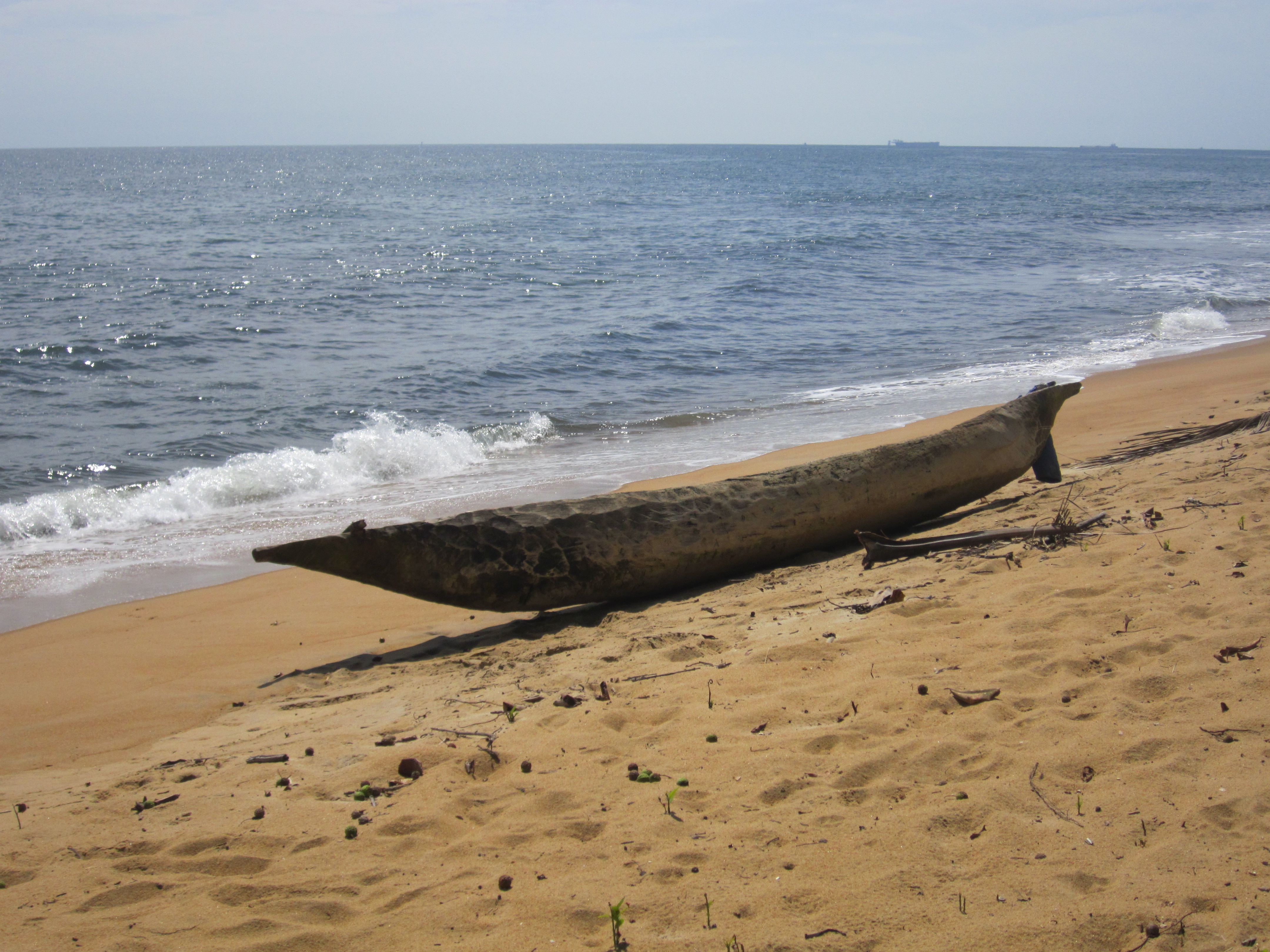
Pirogue traditionnelle Batanga.
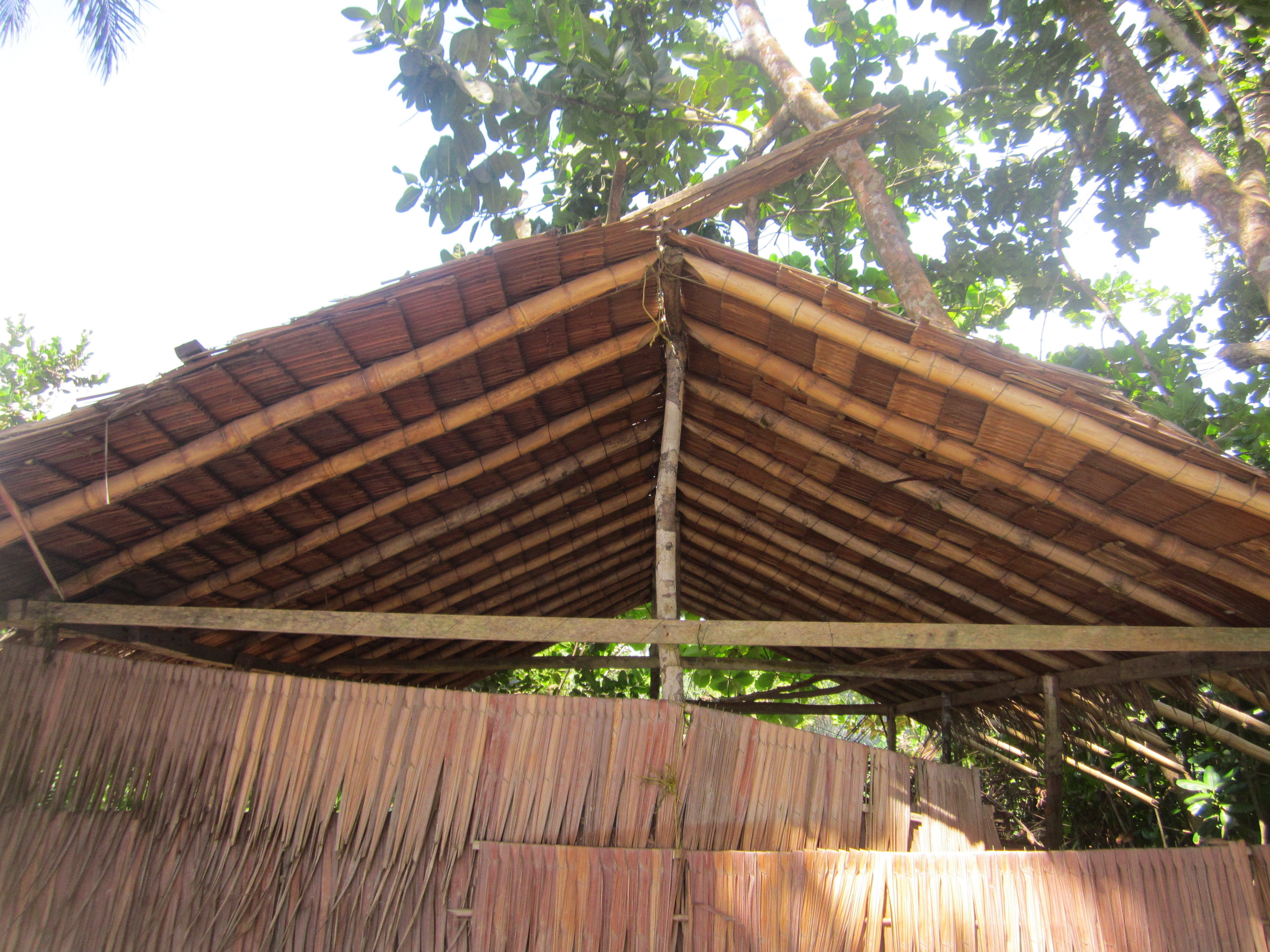
Construction Batanga.
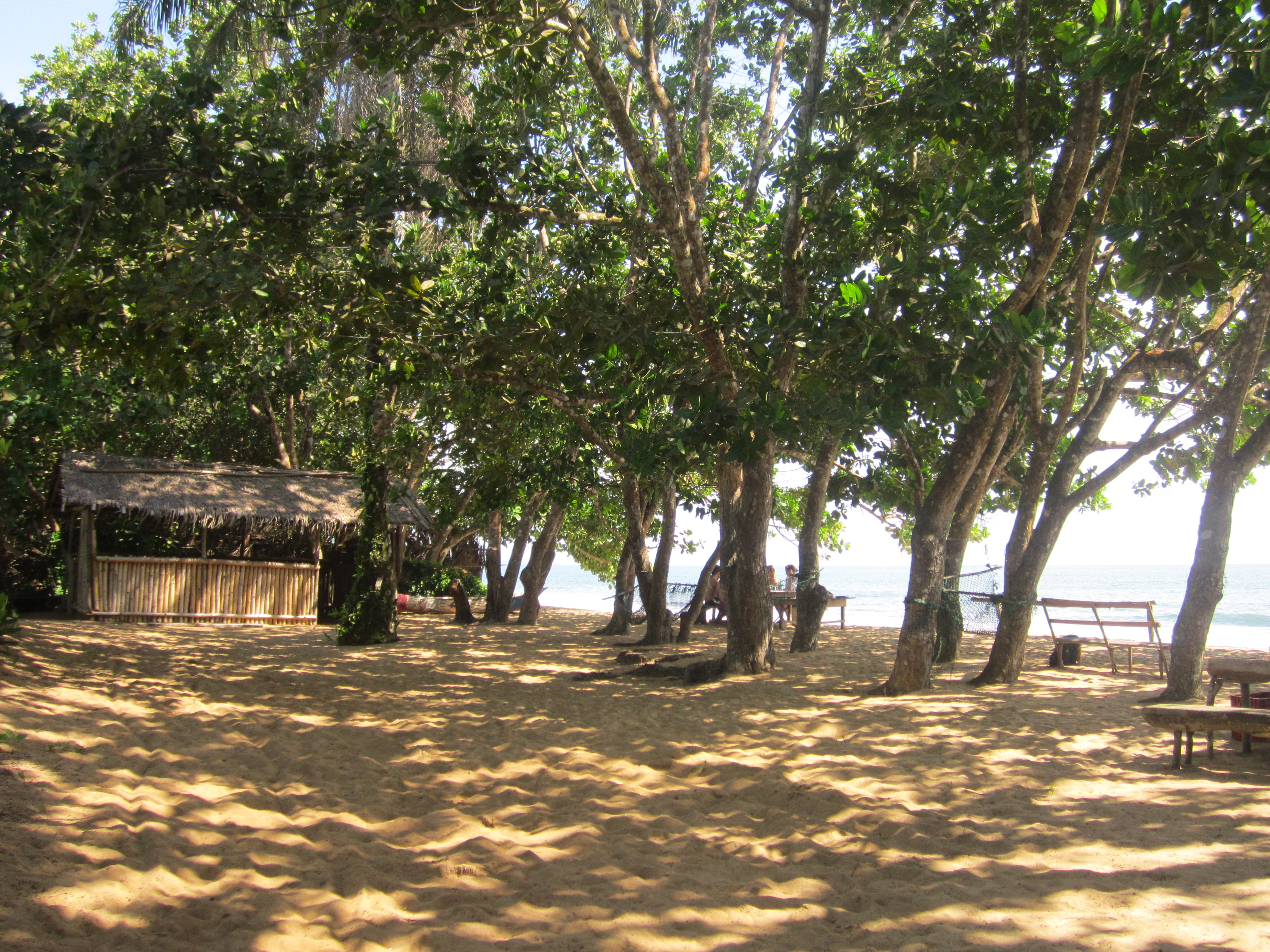
Plage aménagée à Grand Batanga.
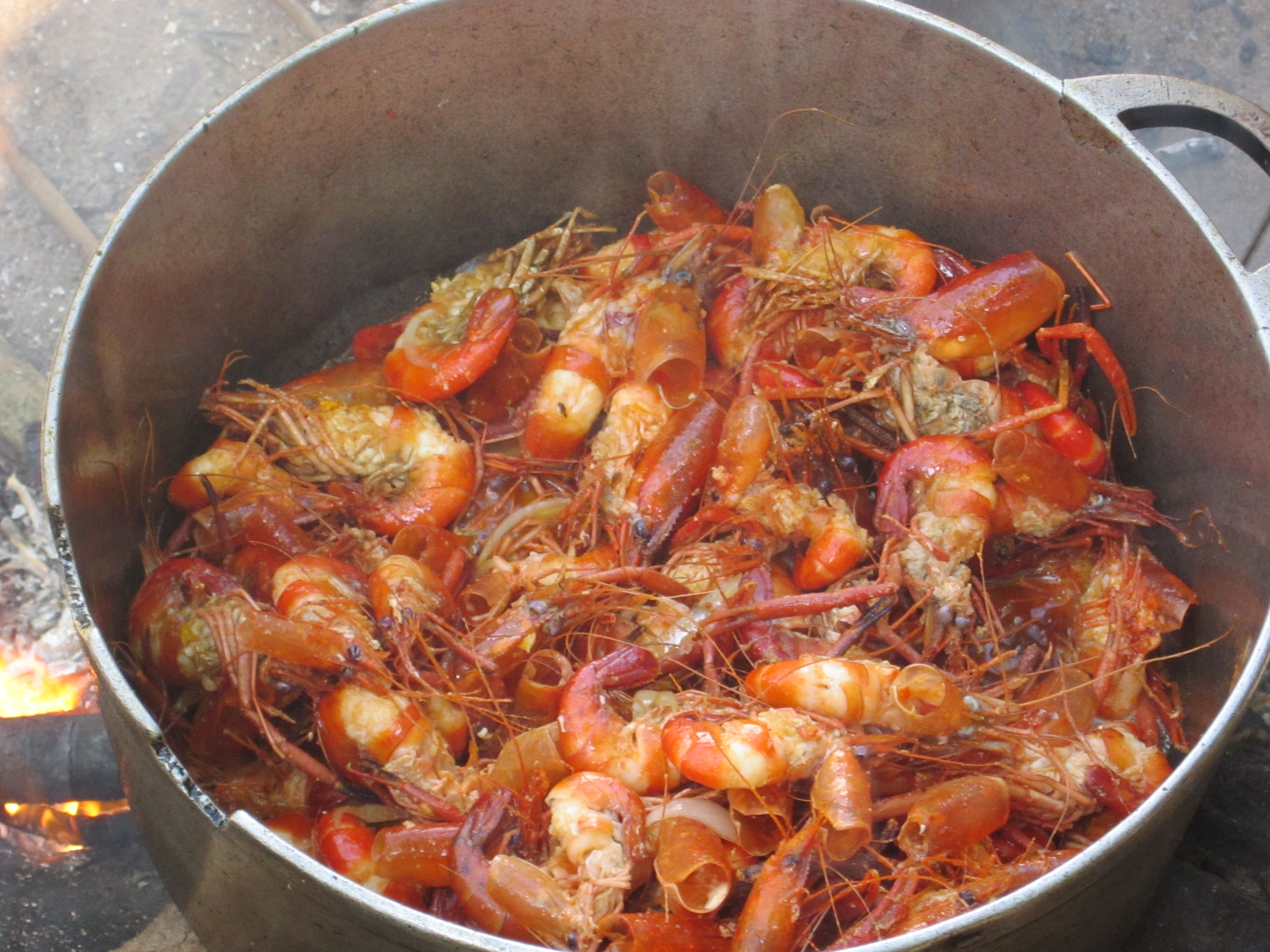
Crevettes à la Kribienne.

### Tourisme ethnique et peuples pygmées

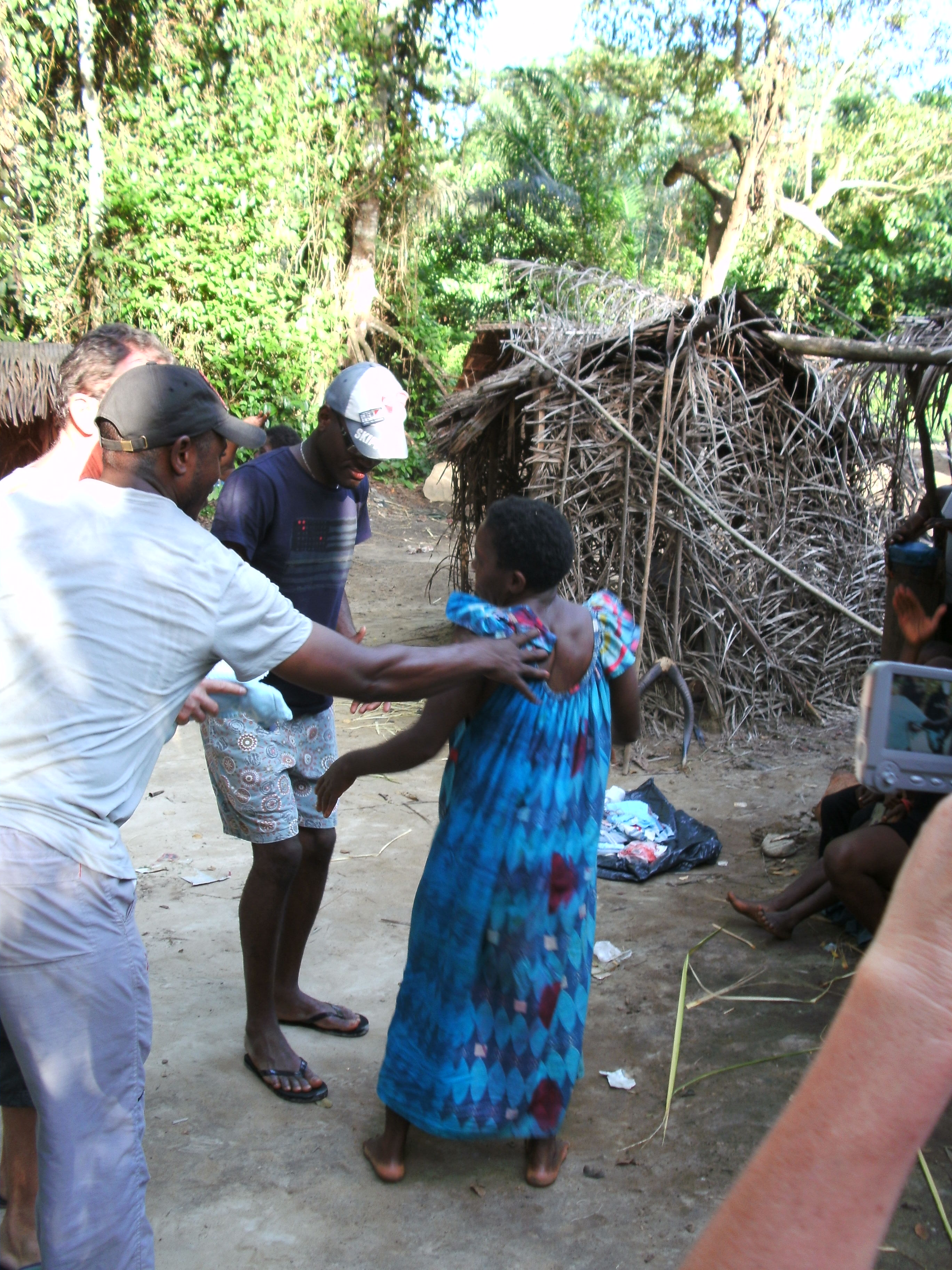
Visiteurs dans un campement pygmée (2010).

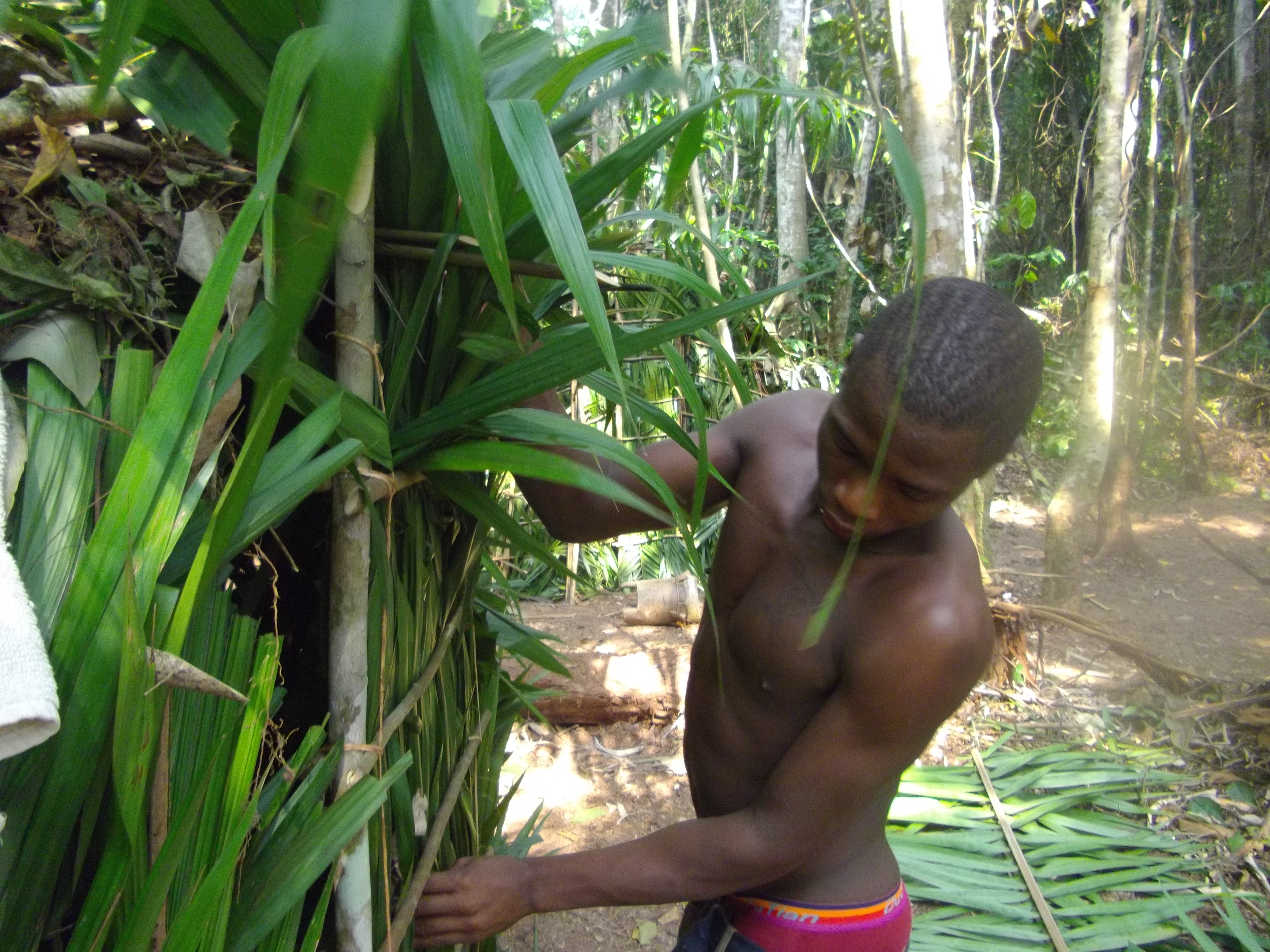
Artisanat Bagyeli.

La région de l'Océan est habitée par des peuples autochtones de chasseurs-cueilleurs dénommés Bagyeli ou Bakola. Le mode de vie et les traditions des Bagyeli est de nos jours l’une des plus importantes curiosités de Kribi. Il existe un fort intérêt envers des produits de tourisme ethnique et les communautés Bagyeli sont généralement ouvertes à la possibilité d’accueillir et accompagner des touristes. Néanmoins, la relation des pygmées bagyeli avec le tourisme n’a pas fourni des bénéfices durables à ce groupe. 

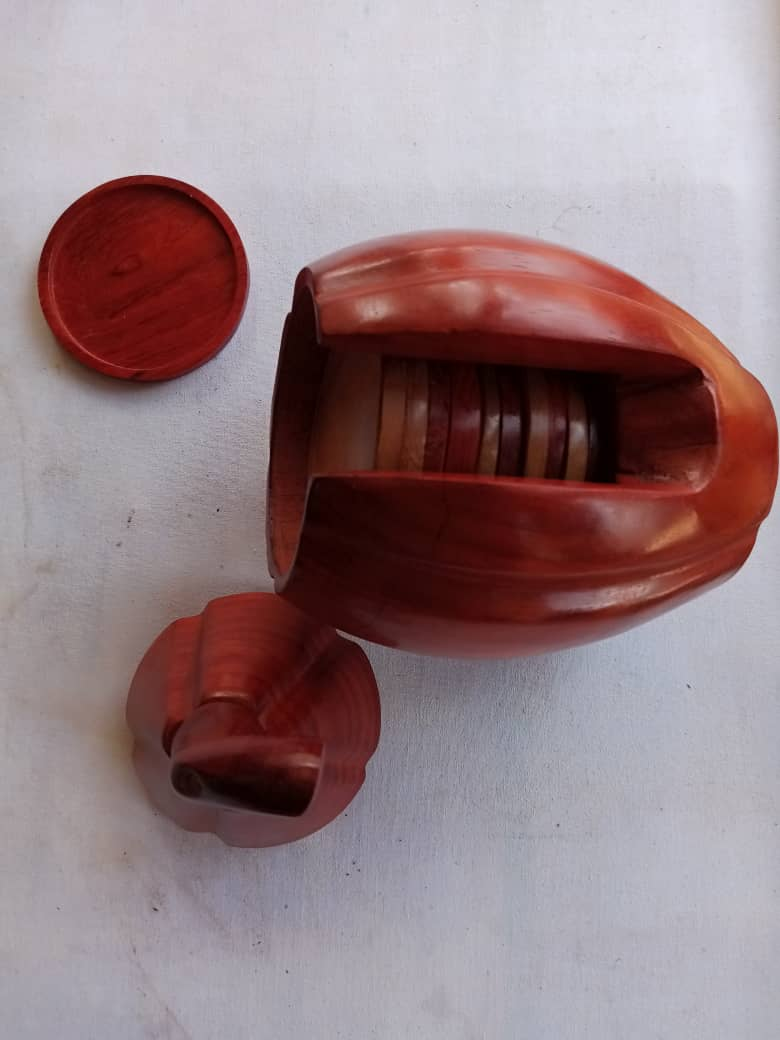
Set de sous-tasse en Pakouk. Artisanat local

Leur exposition au tourisme peut entraîner la banalisation de leur culture et l’exploitation de ces communautés. Des initiatives sont néanmoins en place comme la possibilité de visiter des campements de façon responsable et non invasive avec l'ONG FONDAF à Bipindi ou la mise en place d'un circuit dans la forêt des chutes de la Lobé est programmée par le Ministère du Tourisme afin de valoriser leurs connaissances et culture.

### Menaces sur l’activité touristique
Les travaux de développement des nouveaux axes routiers et des pôles industriels autour du nouveau port en eau profonde pèsent sur la conservation du littoral, qui abrite de nombreux écosystèmes fragiles et des espèces fauniques menacées, déjà fragilisé et exposé aux effets de l’érosion côtière. Ce changement drastique de l'utilisation des terres pourrait nuire au potentiel de l'activité touristique en dégradant le paysage du littoral et en empêchant le développement d'infrastructures touristiques si les mécanismes de gouvernance environnementale nécessaires ne sont pas en place.
Le développement de la ville, déclenché par son développement industriel, serait à l'origine d'une intensification du phénomène accru de spéculation foncière dans la bande côtière et d'une urbanisation résidentielle non contrôlée. Le développement d’infrastructures de transport, l’extension de l’agriculture et l’urbanisation auraient provoqué déjà une perte du couvert végétal de la bande côtière de la ville de Kribi de 50 % entre 1984 et 2010. Entre autres, l’extension de l’agro-industrie, des infrastructures de transport et des industries extractives seraient la cause d’une fragmentation forestière qui menacent les écosystèmes de la région et les modes de subsistance des peuples pygmées de la zone de Kribi.

## Dossiers photographiques

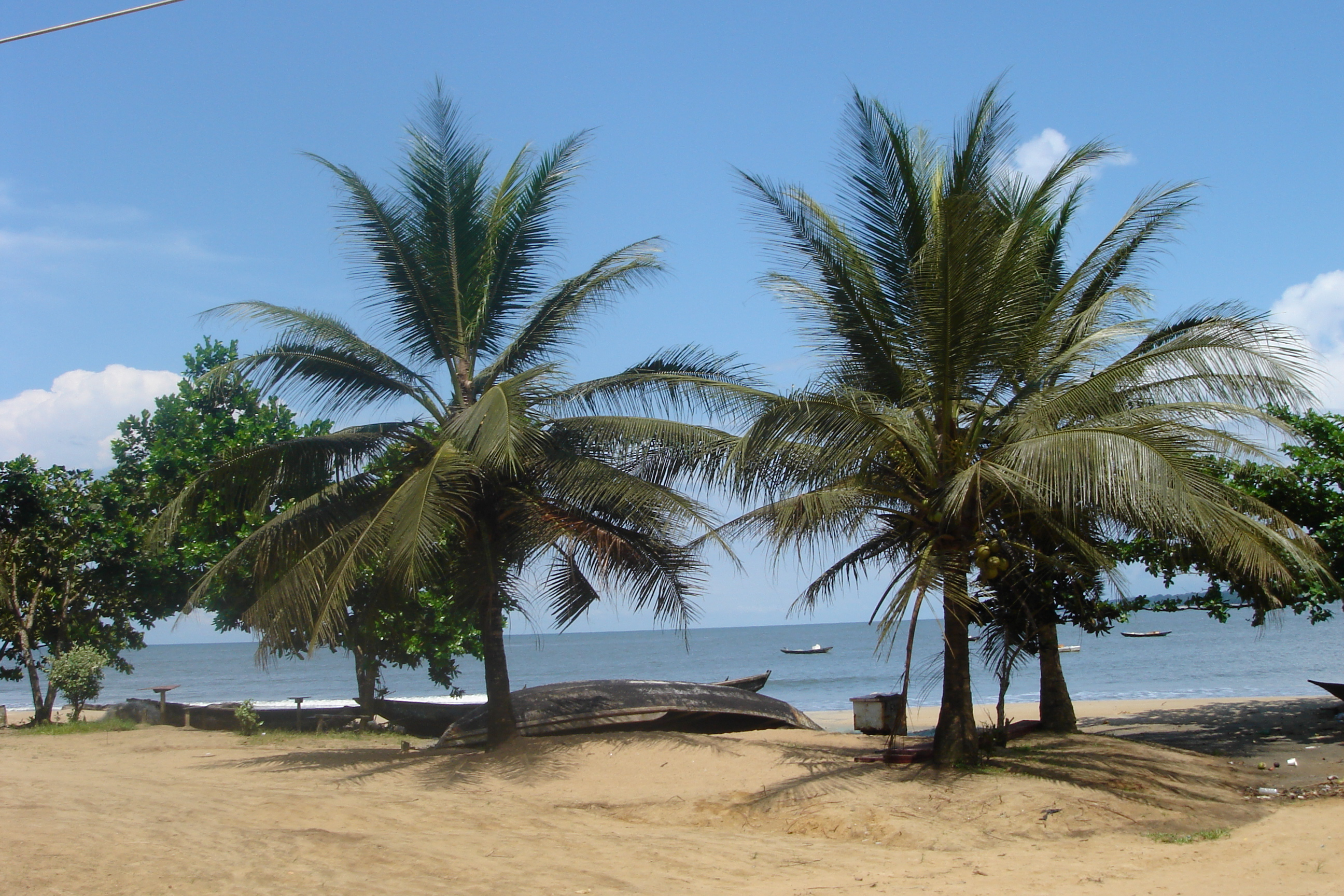
La plage de Kribi.
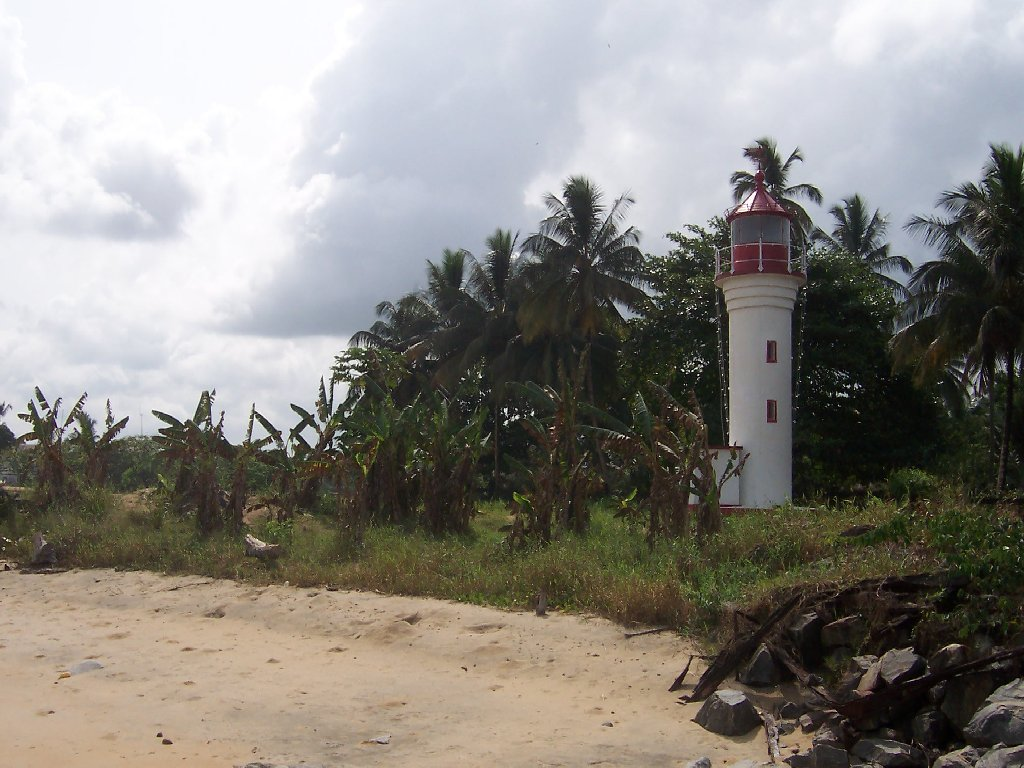
Le phare de Kribi.
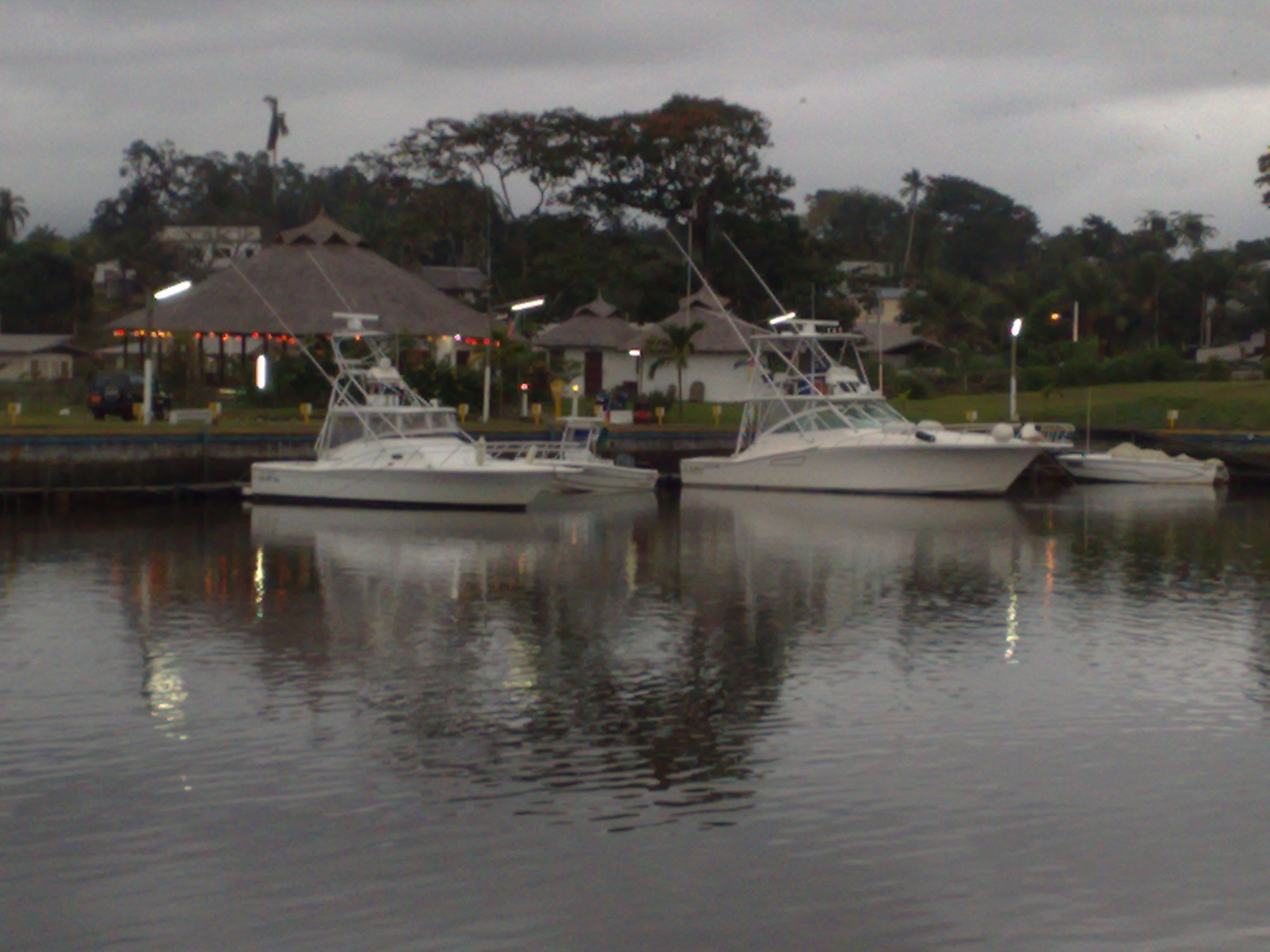
Marina de Kribi.
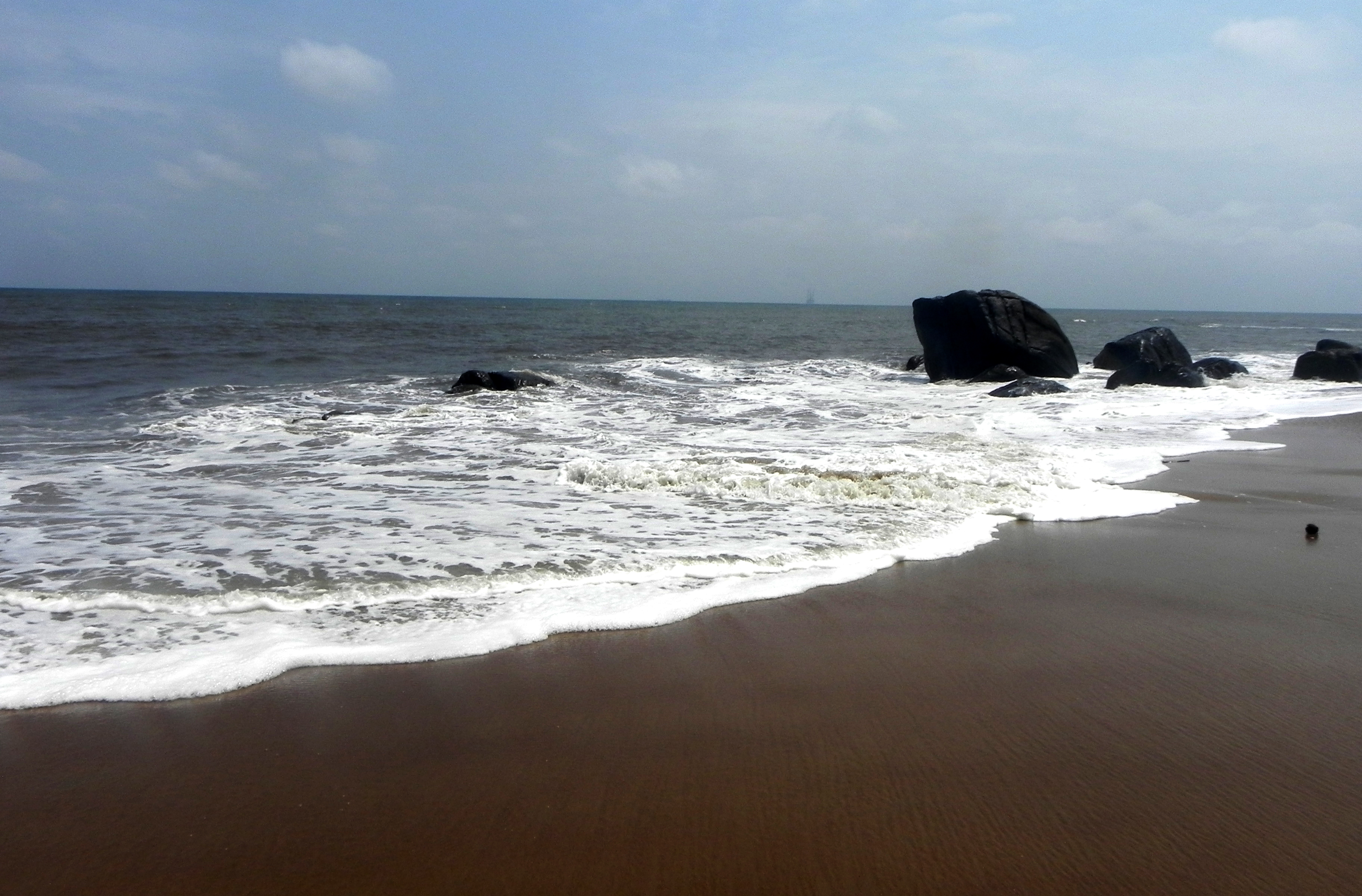
Plage de Kribi
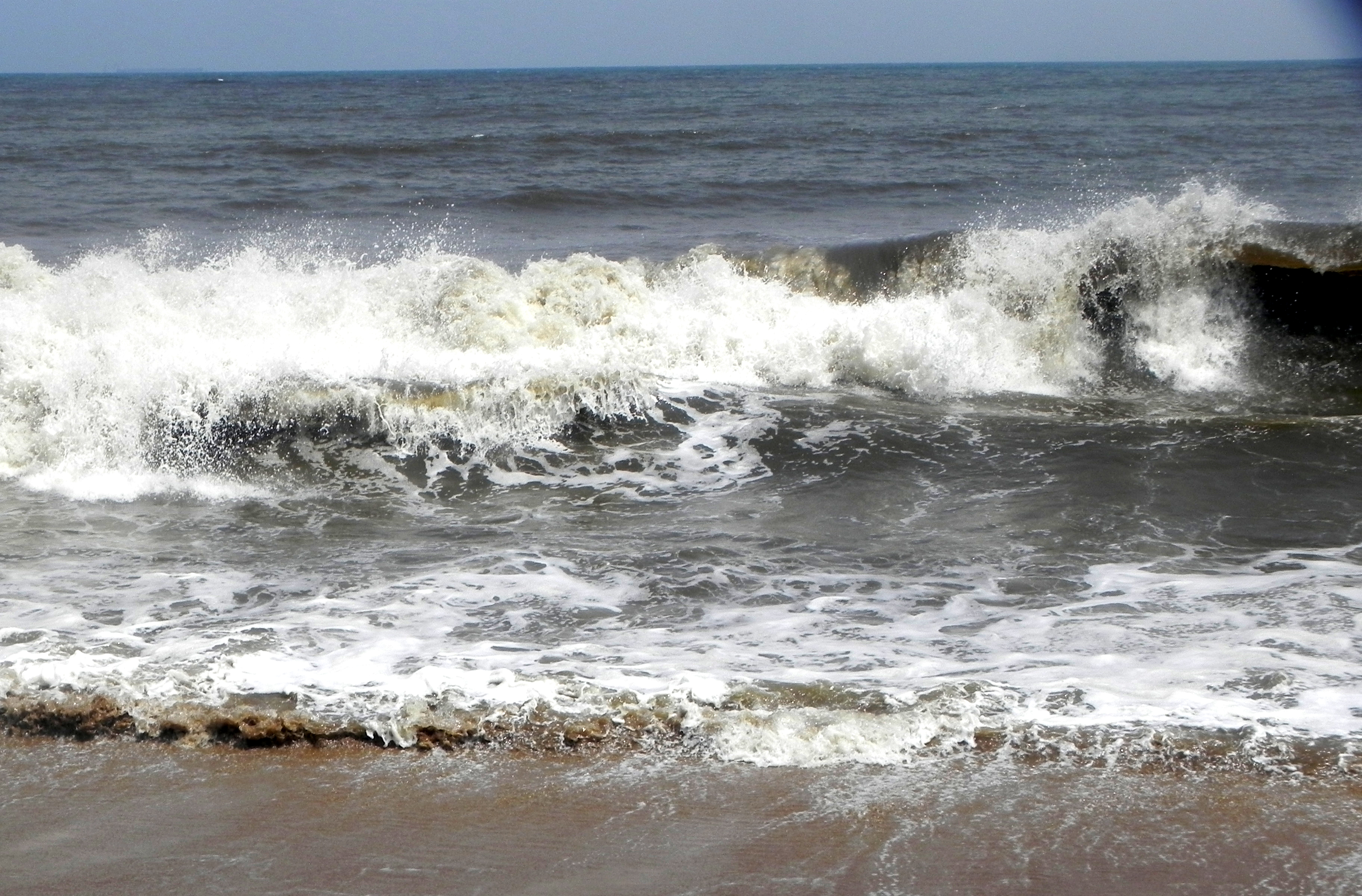
Vagues sur la plage de Kribi
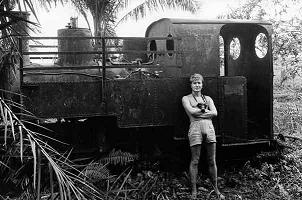
1962. Vieille locomotive, vestige de la voie ferrée à voie étroite desservant les exploitations d'okoumé.

## Personnalités liées à Kribi

### Naissances à Kribi
- François-Borgia Marie Evembé, écrivain
- Jean-Claude Mbvoumin, footballeur international
- Lauren Étamé Mayer, footballeur international
- Jules Doret Ndongo, homme politique
- Ingeborg Rapoport, pédiatre allemande

### Décès à Kribi
- Louis Oubre (1885-1942), commandant de la région de Kribi, Compagnon de la Libération, décédé à Kribi le 24 janvier 1942